# Reinhold Lepsius
Reinhold Lepsius (ur. 14 czerwca 1857 w Berlinie, zm. 16 marca 1922 tamże) – niemiecki malarz i grafik okresu secesyjnego i częściowo impresjonistycznego. Od 1902 roku mąż malarki Sabine Lepsius.

## Literatura
- Annette Dorgerloh: Das Künstlerehepaar Lepsius. Zur Berliner Porträtmalerei um 1900, Akademie Verlag, Berlin 2003 (ISBN 3-05-003722-9)
- Sabine Lepsius: Stefan George. Geschichte einer Freundschaft. Verlag Die Runde, Berlin 1935.